# ポイントアンドフィギュア
ポイントアンドフィギュアは、株価のテクニカル分析において使用される指標。

## 概要
非時系列チャートの一種で、任意に定めた1枠未満の値動きはトレンドと同じ方向であっても省略し、トレンドに逆行する動きについてはさらに大きなフィルターをかけて排除するのが特徴。
トレンドを簡略化して見やすくするのに適している。基本的には短期的なトレンドを単純化して見る事が多く、中長期投資の順張り向け指標と言える。